# Ивиса (аэропорт)
Аэропорт Ивисы (исп. Aeropuerto de Ibiza) (ИАТА: IBZ, ИКАО: LEIB) — главный международный аэропорт Ивисы. Расположен в южной части острова, в муниципалитете Сан-Хосе, в 7 км к юго-западу от города Ивиса. Аэропорт используется для 95 % перевозок пассажиров — тех, кто прибывает на острова Ивиса и Форментера или же покидает их.

## История
До начала гражданской войны территория современного аэропорта Ибицы была известна как «Эс Кодола» и использовалась в качестве временного (аварийного) военного аэродрома. После окончания войны аэродром вновь стал изредка использоваться военными. 13 августа 1949 года управление Aereo постановило разрешить использовать аэродром для гражданских целей — перевозки туристов внутренними и международными рейсами. Но спустя 2 года объект пришлось закрыть из-за отсутствия должной инфраструктуры.
В 1954 году было принято решение модернизировать аэропорт. 1 апреля 1958 года компания Aviaco совершила свои первые рейсы по маршрутам Ибица—Пальма-де-Майьорка и Ибица—Барселона. В том же году Iberia начала выполнять рейсы в Барселону и Валенсию. В первой половине 1960-х была расширена взлётно-посадочная площадка, установлено освещение и построено здание пассажирского терминала. 15 июля 1966 аэропорт стал осуществлять международные рейсы, а годом спустя получил сертификат высшего качества. В 1973 году было построено новое здание терминала. Старое здание использовалось в качестве технического и административного блока аэропорта.
В середине 1980-х осуществлён капитальный ремонт аэропорта. В 2004 году открылась парковка для автомобилей. В начале XXI века трафик аэропорта демонстрировал устойчивый рост. Аэропорт Ибицы вошёл в десятку крупнейших аэропортов Испании по этому показателю.

## Инфраструктура
В аэропорту Ибицы имеется только один терминал. На территории аэропорта есть магазины, рестораны, компании по аренде автомобилей и аптека. Созданы условия для свободного перемещения пассажиров-инвалидов. Есть комната матери и ребёнка, игровые площадки для детей.

## Статистика
|                               |
| По состоянию на 6 марта 2014. |

|                | Пассажиров | Взлётов и посадок | Грузов (тонн) |
| -------------- | ---------- | ----------------- | ------------- |
| 1997           | 3 556 828  |                   |               |
| 1998           | 3 780 181  |                   |               |
| 1999           | 4 185 633  | 45 959            |               |
| 2000           | 4 475 708  | 52 544            | 4 985         |
| 2001           | 4 472 279  | 52 079            | 4 531         |
| 2002           | 4 094 446  | 48 344            | 4 426         |
| 2003           | 4 157 291  | 47 990            | 4 232         |
| 2004           | 4 171 580  | 48 798            | 4 510         |
| 2005           | 4 164 703  | 49 603            | 4 350         |
| 2006           | 4 460 141  | 54 146            | 4 427         |
| 2007           | 4 765 625  | 57 855            | 4 308         |
| 2008           | 4 647 487  | 57 235            | 3 928         |
| 2009           | 4 572 819  | 53 552            | 3 143         |
| 2010           | 5 040 800  | 56 988            | 3 196         |
| 2011           | 5 643 180  | 61 768            | 2 755         |
| 2012           | 5 555 048  | 57 738            | 2 316         |
| 2013           | 5 726 581  | 56 305            | 2 190         |
| Источник: Aena |            |                   |               |

## Происшествия
7 января 1972 года неподалёку от Ибицы самолёт Sud Aviation Caravelle SE 210, осуществлявший рейс из Валенсии, врезался в 462-метровую гору Аталаяса — в 30 метрах ниже её вершины. Все 104 человека (6 членов экипажа и 98 пассажиров) погибли. Самолёт не долетел до аэропорта Ибицы примерно 10 км.